# خطوط ولینگتون
خطوط ولینگتون (به انگلیسی: Lines of Wellington) فیلمی محصول سال ۲۰۱۲ و به کارگردانی والریا سارمینتو است. در این فیلم بازیگرانی همچون نونو لوپس، ثریا چاوز، جان مالکوویچ، ماریسا پاردس، کارلوتو کوتا، وینسنت پرز، ماتیو آمالریک، السا زیلبرشتاین، کریستین وادیم، جمایما وست، کاترین دنو، ایزابل هوپر، مالک زیدی، کیارا ماسترویانی، میشل پیکولی و ماریا ژائو باستوس ایفای نقش کرده‌اند.